# Jamie Bartman
Jamie Lynn Bartman (Medicine Hat, 11 novembre 1962) è un allenatore di hockey su ghiaccio ed ex hockeista su ghiaccio canadese naturalizzato tedesco.
La sua carriera da giocatore si è svolta prevalentemente nei campionati tedeschi, perlopiù in serie minori, pur avendo giocato due stagioni in Deutsche Eishockey-Liga, coi Kassel Huskies (1994-1995) e con l'EC Ratingen (1995-1996).
Anche dopo il ritiro ha allenato perlopiù squadre tedesche. Fanno eccezione una breve esperienza nel massimo campionato italiano 2009-2010 alla guida dell'Hockey Club Bolzano (fu sollevato dall'incarico il 1º gennaio 2010, sostituito da Jari Helle), e la stagione successiva, alla guida dell'EC Dornbirn, nella seconda serie austriaca. In DEL è stato assistente allenatore degli ERC Ingolstadt (2004-2007), dei Frankfurt Lions (2008-2009) e degli Iserlohn Roosters (2013-2018). 
I Roosters lo hanno promosso head coach nel novembre del 2018, al posto di Rob Daum. Nel successivo mese di gennaio, Bartman rese noto che non avrebbe rinnovato il contratto, in scadenza a fine stagione.
Il 28 maggio 2019 è stato ufficializzato il suo passaggio agli Augsburger Panthers come assistente di Tray Tuomie. Dopo due stagioni ad Augusta, ha fatto ritorno, dal 21 dicembre 2021, ai Roosters, come assistente allenatore.
Terminata la seconda esperienza a Iserlohn, è divenuto assistente allenatore degli Starbulls Rosenheim, nella terza serie tedesca. Al termine della prima stagione la squadra è stata promossa in DEL2, guadagnando la conferma.